# Pașcani
Pașcani – (wym. [paʃˈkanʲ]) miasto w północno-wschodniej Rumunii, w okręgu Jassy, na przedgórzu Karpat Wschodnich, w dolinie Seretu. Liczy około 45 tys. mieszkańców (2010). Pod administracją miasta znajduje się pięć wsi: Blăgești, Boșteni, Gâstești, Lunca i Sodomeni.
Miasto wzięło swą nazwę od nazwiska bojara: Oană Pașca. Urodzony tu Mihail Sadoveanu zlokalizował w Pașcani fabułę powieści "Miejsce, gdzie nic się nie stało". W mieście jest stacja kolejowa Pașcani.
W mieście rozwinął się przemysł maszynowy, spożywczy, włókienniczy oraz chemiczny.